# Batalla de Cartago Nova (209 a. C.)
La batalla de Cartago Nova tuvo lugar en 209 a. C. Fue un asalto romano a la capital cartaginesa de la península ibérica, Cartago Nova (actual Cartagena), acontecido durante la segunda guerra púnica entre Cartago y la República romana.

## Ejército
Cartago Nova estaba situada en una península, unida al litoral por el este mediante un estrecho istmo. El lado norte de la ciudad estaba protegido por un gran lago, alimentado desde un canal que protegía a su vez el oeste de la ciudad. El lado sur de la ciudad daba al mar Mediterráneo, siendo así Cartagena una ciudad muy bien protegida geográficamente y difícil de tomar por asalto.

## Trasfondo estratégico
Escipión el Africano llegó a Hispania en 210 a. C.. Pasó el invierno organizando su ejército en lo que hoy es Tarragona, estimado en unos 28 000 infantes, 3000 jinetes y 35 barcos, al tiempo que planificaba el ataque sobre Cartago Nova. Sus enemigos eran tres generales cartagineses: Asdrúbal Barca, Magón Barca y Asdrúbal Giscón. La relación entre estos generales no era buena, hallándose sus ejércitos alejados unos de otros. Asdrúbal estaba en el centro de la Península, Magón cerca de Gibraltar y Giscón en la desembocadura del río Tagus (hoy Tajo), todos ellos a más de 10 días de distancia de Cartago Nova. Escipión puso la flota bajo mando de su amigo Cayo Lelio, a quien confió sus planes. Él mismo tomó el mando de las fuerzas de tierra y avanzó hacia el sur a marchas forzadas, contando con el grueso de su ejército.

## La marcha hacia Cartago Nova[2]
Existen dos controversias sobre el desplazamiento del ejército de Escipión el Africano desde Tarraco hasta Cartago Nova: su rapidez y la inacción de los ejércitos púnicos.
Rapidez
De los escritos de Polibio se interpreta que el ejército de Escipión el Africano solo tardó siete días en cubrir a pie la distancia desde Tarraco hasta Cartago Nova, estimada en unos 450 km, pues se desconoce el camino exacto que siguió. Esto implica un desplazamiento de 64'3 km diarios, lo cual excede incluso la velocidad de marcha de un ejército actual, de unos 45 km por día (en terreno llano y con condiciones favorables).
Se especula que, para lograr tal hazaña, los romanos pudieran cargar los suministros en la flota, prescindiendo así de los lentos animales de carga. Otra posibilidad es que, durante las marchas, adelantasen infantes a caballo, los cuales comenzarían a levantar el campamento con anterioridad a la llegada del grueso del contingente, ahorrando así tiempo. La última teoría sugiere que, como en aquellos días había luna llena, el ejército pudo marchar unas horas durante la noche.
Inacción de los ejércitos púnicos
La marcha hacia Cartago Nova se produjo por territorio teóricamente en manos cartaginesas. Sin embargo, ninguno de los tres ejércitos apostados en la Península acudió a su encuentro, lo cual resulta extraño, dada la importancia estratégica de la ciudad. 
Una teoría apunta a que el dominio cartaginés en el recorrido era escaso, por lo que no habrían recibido noticia de los movimientos del ejército enemigo mientras se producían. La otra, por el contrario, sugiere que estos confiaban en la capacidad de Cartago Nova de resistir un asedio el tiempo suficiente hasta recibir apoyo de alguno de los tres generales púnicos, no considerando la posibilidad de que la ciudad fuese tomada en tan poco tiempo.
Otra posibilidad es que Polibio no se refiriese a siete días de marcha desde Tarraco hasta Cartago Nova, sino desde algún punto más cercano a esta última, pues en sus escritos no lo especifica con total precisión.

## El ataque
Escipión desplegó su campamento en el istmo, probablemente tras el actual monte Cabezo de los Moros, aislando de esta manera la ciudad del litoral. La flota romana, bajo el mando de Cayo Lelio, bloqueaba el acceso al mar, negando a Cartago Nova todo acceso al exterior. Después de repeler una salida de milicianos defensores de la ciudad, Escipión ordenó un asalto combinado con su infantería atacando desde el istmo y la flota desde el sur.
Este primer ataque no logró traspasar los muros, pero Escipión ordenó un segundo ataque más tarde durante el mismo día, con la novedad de enviar a un contingente de soldados con el objetivo de infiltrarse en la ciudad por el norte, bordeando la laguna bajo la muralla. Ayudados por el hecho de que la profundidad de la laguna era baja debido a la marea, esta cuadrilla logró escalar la muralla norte, llegar hasta las puertas de la ciudad y abrirlas. De este modo, las tropas romanas irrumpieron en Cartago Nova, habiéndoles sido ordenado masacrar a cuantos ciudadanos encontrasen hasta que el enemigo depusiera las armas. Al mismo tiempo, las fuerzas navales consiguieron penetrar por el sur, y en poco tiempo la ciudad entera cayó. Poco después, Magón, refugiado en la ciudadela (Arx Asdrubalis) junto a los últimos defensores, capituló, dando comienzo al saqueo.

## Consecuencias

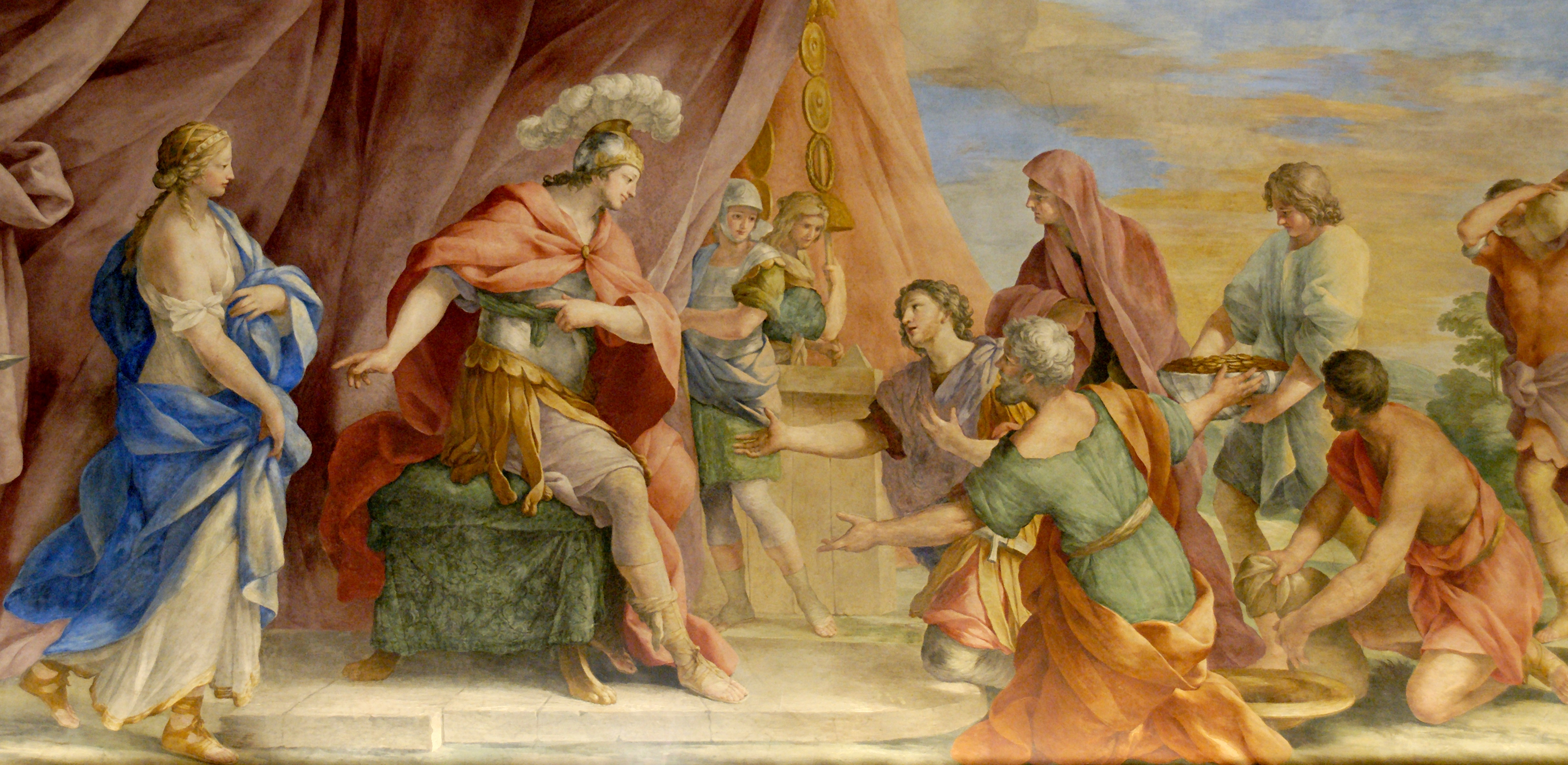
La continencia de Escipión, de Giovanni Francesco Romanelli.

Con la captura de Cartago Nova, además de todos los suministros militares, artesanos y rehenes de tribus aliadas de los cartagineses que había en la ciudad, los romanos tomaron control de toda la costa este de la Península, así como de la explotación de las minas de plata de la zona.
Durante el saqueo se produjo el episodio conocido como la clemencia de Escipión, en el que, habiendo presentado unos soldados romanos a una princesa ibera como botín ante su líder Escipión, el prometido de esta, el caudillo celtíbero Alucio, aparece trayendo un rescate para su liberación. Viendo lo enamorados que están, Escipión se apiada y decide devolverla, consignando el rescate como dote para las nupcias.
En conmemoración de la batalla, en Cartagena se celebran desde 1990 las fiestas de Carthagineses y Romanos.
Tras su victoria, Escipión empezó a reunir un poderoso ejército de 35 000 a 40 000 romanos más 10 000 o 15 000 auxiliares hispanos para acabar con Asdrúbal Barca. Poco después, en la batalla de Baecula un ejército cartaginés de 25 000 a 30 000 efectivos fue aplastado. Más tarde, Asdrúbal intentaría llegar a Italia, pero sería vencido y muerto en Metauro. Finalmente, Escipión aplastaría los ejércitos cartagineses restantes de Asdrúbal Giscón y Magón Barca en la batalla de Ilipa.